# Lijst van beschermd erfgoed in Wanze
Onderstaande tabel geeft een overzicht van de beschermde erfgoederen in de gemeente Wanze. Het beschermd erfgoed maakt deel uit van het cultureel erfgoed in België.
| Object                                                                                   | Bouwjaar/architect | Deelgemeente    | Adres                     | Coördinaten                   | Nummer?                | Afbeelding                                                                               |
| ---------------------------------------------------------------------------------------- | ------------------ | --------------- | ------------------------- | ----------------------------- | ---------------------- | ---------------------------------------------------------------------------------------- |
| Abdij van Val-Notre-Dame: gastenverblijf, huis van de abdis, duiventoren, abdijhoeve (M) |                    | Antheit         | Rue du Val Notre-Dame 396 | 50° 33' 0" NB, 5° 12' 56" OL  | 61072-CLT-0001-01 Info | Abdij van Val-Notre-Dame: gastenverblijf, huis van de abdis, duiventoren, abdijhoeve (M) |
| Kasteel Coulon, gevel en daken (M)                                                       |                    | Bas-Oha         | Rue J. Romainville 22     | 50° 31' 3" NB, 5° 10' 48" OL  | 61072-CLT-0002-01 Info | Kasteel Coulon, gevel en daken (M)                                                       |
| Rotsen: Roches aux Corneilles en Roches de la Marquise (S)                               |                    | Huccorgne, Moha |                           | 50° 33' 39" NB, 5° 10' 34" OL | 61072-CLT-0004-01 Info |                                                                                          |
| Ruïnes van het Kasteel van Moha (M) omgeving (S)                                         |                    | Moha            | Rue de Madot              | 50° 33' 11" NB, 5° 10' 48" OL | 61072-CLT-0006-01 Info | Ruïnes van het Kasteel van Moha (M) omgeving (S)                                         |
| Pijlerkapel (M)                                                                          |                    | Vinalmont       | Rue Albert Ier            | 50° 33' 50" NB, 5° 13' 53" OL | 61072-CLT-0007-01 Info | Pijlerkapel (M)                                                                          |
| Groeve (S)                                                                               |                    | Vinalmont       | Fond du Rouâ              | 50° 34' 23" NB, 5° 12' 40" OL | 61072-CLT-0008-01 Info | Groeve (S)                                                                               |
| Château rouge met bijgebouwen, paviljoen en ommuring (M)                                 |                    | Bas-Oha         | Rue J. Romainville 11     | 50° 31' 10" NB, 5° 11' 16" OL | 61072-CLT-0009-01 Info | Château rouge met bijgebouwen, paviljoen en ommuring (M)                                 |
| Pijlerkapel (M)                                                                          |                    | Wanze           | Rue Georges Smal          | 50° 32' 13" NB, 5° 12' 52" OL | 61072-CLT-0010-01 Info | Pijlerkapel (M)                                                                          |
| Herenhuis met bijgebouwen (M)                                                            |                    | Moha            | Rue de l'Eglise 225       | 50° 32' 50" NB, 5° 11' 7" OL  | 61072-CLT-0011-01 Info | Herenhuis met bijgebouwen (M)                                                            |
| Pijlerkapel van Notre-Dame de Bon Voyage (M)                                             |                    | Vinalmont       | Rue de Villers            | 50° 34' 1" NB, 5° 13' 58" OL  | 61072-CLT-0013-01 Info | Pijlerkapel van Notre-Dame de Bon Voyage (M)                                             |